# Góry Ikackie
Góry Ikackie (ros. Икатский Хребет) – góry w azjatyckiej części Rosji, w Buriacji.
Leżą na wschód od jeziora Bajkał, pomiędzy Kotliną Barguzińską a Płaskowyżem Witimskim; długość pasma ok. 200 km; najwyższy szczyt 2573 m n.p.m.  Sfałdowane podczas orogenezy bajkalskiej; zbudowane z prekambryjskich skał metamorficznych i paleozoicznych wapieni; rzeźba wysokogórska. W niższych partiach tajga modrzewiowa, w wyższych limba syberyjska i tundra górska.
Przez Góry Ikackie przebiega dział wodny między zlewiskami Bajkału i Oceanu Arktycznego.
Część gór zajmuje Rezerwat przyrody „Dżerginskij”.